# 高向神社 (河内長野市)
高向神社（たこうじんじゃ）は、大阪府河内長野市にある神社。

## 祭神
祭神は、当初、素盞嗚尊、蛭子神、天児屋根命、保食神、白山姫命、菅原道真。

現在は近隣の神社から武甕槌命、経津主命、比咩大神、大巳貴命が合祀されている。

## 歴史
創建年は不詳。本殿は1608年（慶長13年）の建立で三間社切妻造。本殿と1863年（文久3年）に作られた高向神社祭礼図絵馬は河内長野市の市指定文化財に指定されている。1908年（明治41年）に日野地区にあった春日神社の武甕槌命、経津主命、比咩大神と八坂神社の大巳貴命が合祀された。

## 祭事
氏地は河内長野市高向、日野地区である。例大祭は10月10日で、こども獅子舞、日野獅子舞（河内長野市無形民俗文化財）、地車の宮入が行われる。

## 文化財
河内長野市指定有形民俗文化財
- 高向神社本殿（江戸時代初期の建立） - 昭和51年3月30日指定
- 女神、牛頭天王、男神の各坐像（木造・女神と牛頭天王は鎌倉期の作、男神は室町期の作） - 昭和45年3月27日指定
- 高向神社祭礼図絵馬（文久3年の作） - 昭和57年3月19日指定

河内長野市指定無形民俗文化財
- 日野地区獅子舞（江戸時代から） - 昭和59年3月29日指定

## 現地情報
所在地
- 大阪府河内長野市高向291番地

交通アクセス
- 最寄駅：南海高野線及び近鉄長野線河内長野駅下車後南海バス高向線に乗車し、バス停「上高向」下車から徒歩約3分（南へ約230m）